# Nephelomys albigularis
Nephelomys albigularis is een zoogdier uit de familie van de Cricetidae. De wetenschappelijke naam van de soort werd voor het eerst geldig gepubliceerd door Tomes in 1860.
Nephelomys albigularis heeft een kop-romplengte van 13 tot 17 cm, een staartlengte van 14 tot 20 cm en een gewicht van 64 tot 128 gram. De soort leeft in bergbosen en nevelwouden van 900 tot 3.300 meter hoogte van noordelijk Costa Rica tot westelijk Venezuela en noordelijk Peru. Nephelomys albigularis is een nachtactief knaagdier dat goed kan zwemmen en zich voedt met fruit, zaden en insecten.